# Porwanie lotu Eastern Air Lines Shuttle 1320
Porwanie lotu Eastern Air Lines Shuttle 1320 – wydarzyło się 17 marca 1970. W wyniku wtargnięcia do kokpitu pasażera z bronią zginął pierwszy oficer, a kapitan został ranny.

## Samolot
Maszyną obsługującą lot 1320 był McDonnell Douglas DC-9-31 (nr rej. N8925E) o numerze seryjnym 45840/117. Samolot został wyprodukowany w 1967. Kapitanem był Robert Wilbur Jr., a drugim pilotem James Hartley.

## Przebieg lotu
Samolot odbywał rutynowy lot z Newark do Bostonu, na pokładzie znajdowało się 68 pasażerów i 5 członków załogi. Jeden z pasażerów nazwiskiem John J. Divivo w odpowiedzi na pytanie stewardesy o 15 dolarów i 25 centów zaległego rachunku wyciągnął rewolwer, który przemycił na pokład i zażądał zaprowadzenia do kokpitu. Chwilę po wejściu do kokpitu strzelił drugiemu pilotowi w klatkę piersiową, a kapitanowi w ramię. Poważnie ranny pierwszy oficer przed utratą przytomności zdążył rozbroić porywacza oraz go postrzelić. Kapitan zgłosił incydent oraz poprosił o pomoc medyczną dla drugiego pilota, niedługo po tym samolot bezpiecznie wylądował w Bostonie. Drugi pilot nie przeżył postrzału, był on pierwszą śmiertelną ofiarą porwania samolotu w historii USA. Porywacz został aresztowany, a kilka miesięcy po porwaniu powiesił się w celi.